# Namatius de Clermont
Ne doit pas être confondu avec Namatius de Vienne.
 Namace  , en latin Namatius, fut évêque de Clermont au Ve siècle. Il est reconnu comme saint par l'Église catholique romaine et fêté le 27 octobre.

## Biographie
Namace fut le neuvième évêque d'Auvergne (titre que portaient alors les évêques de Clermont).
Il fit construire la première cathédrale de Clermont située au cœur de la cité. Jusqu’alors les chrétiens étaient regroupés dans un quartier aux portes de la ville, le « vicus christianorum » (aujourd’hui le quartier Saint-Alyre). Grégoire de Tours décrit l’édifice en détail, c’était une basilique en forme de croix de grande importance.  Elle mesurait 150 pieds de long, 60 de large et 50 de haut (43,5 m pat 17,4m et 14,5m). Elle comptait 42 fenêtre, 70 colonnes et 8 portes.  Elle était ornée de marbre et  possédait une nef et deux collatéraux. Il la dédia aux saints Vital et Agricol, dont on fit venir les reliques de Ravenne. L’édifice fut détruit en 760 par Pépin le Bref , restauré par l’évêque Adebert entre 764 et 768 et à nouveau détruit lors des raids normands en 915.

## Sources
- Christian Settipani – Ruricius Ier évêque de Limoges et ses relations familiales ici